# Вицьонжково
Вицьонжково (пол. Wyciążkowo) — село в Польщі, у гміні Ліпно Лещинського повіту Великопольського воєводства. Населення — 198 осіб (2011).
У 1975-1998 роках село належало до Лешненського воєводства.

## Демографія
Демографічна структура станом на 31 березня 2011 року:
|          | Загалом | Допрацездатний вік | Працездатний вік | Постпрацездатний вік |
| -------- | ------- | ------------------ | ---------------- | -------------------- |
| Чоловіки | 100     | 28                 | 61               | 11                   |
| Жінки    | 98      | 28                 | 53               | 17                   |
| Разом    | 198     | 56                 | 114              | 28                   |